# Louis d’Angennes de Rochefort de Salvert
 (juin 2009).
Si vous disposez d'ouvrages ou d'articles de référence ou si vous connaissez des sites web de qualité traitant du thème abordé ici, merci de compléter l'article en donnant les références utiles à sa vérifiabilité et en les liant à la section « Notes et références ».
Louis d’Angennes de Rochefort de Salvert (1610-1657), marquis de Maintenon et de Meslay. Il était propriétaire du château de Maintenon, situé non loin de Chartres, dans la Beauce, au sud-ouest de Paris.

## Biographie
Fils de Charles d'Angennes, marquis de Maintenon (fils de Françoise-Jeanne d'O, mariée avec Louis d'Angennes, lui-même frère cadet de Nicolas d'Angennes), et de Françoise de Rochefort, il exerça les charges de Grand-Maître de la garde-robe du Roi et de capitaine des gardes. Il était cousin de Charles d'Angennes, marquis de Rambouillet (1577-1652). Tous deux étaient arrière-petit-fils de Jacques Ier d'Angennes, seigneur de Rambouillet. 

### Mariage et descendance
Il épouse par contrat du 12 février 1640, Marie Le Clerc du Tremblay (ca 1625 - Paris, 5 janvier 1702), fille de Charles Le Clerc du Tremblay, seigneur du Tremblay, gentilhomme ordinaire du Prince de Condé, puis de la Reine Marie de Médicis, gouverneur de la Bastille, et de Françoise d'Allenas. elle était la nièce de François Le Clerc du Tremblay, le Père Joseph, l'éminence grise du Cardinal de Richelieu
Dont :
- Séraphine d'Angennes, née le 7 octobre 1641, morte avant son père ;
- Françoise d'Angennes, née en 1642, mariée avec Odet de Riantz, marquis de Villeray, seigneur de Barville, procureur du Roi au châtelet de Paris ;
- Marie d'Angennes, née en 1643, mariée le 3 août 1669 avec Abimelech Foucher de Circé, baron de Mairé, sénéchal de Poitou au comté de Givray ,et siège de Saint-Maixent, capiraine d'une compagnie de chevau-légers ;
- Claude François d'Angennes, mort jeune ;
- Charles François d'Angennes, marquis de Maintenon, corsaire, un des premiers grands planteurs de Canne à sucre aux Antilles (Chartres, 5 décembre 1648 - Saint-Pierre, Martinique, avril 1691), marié en 1678 avec Catherine Giraud de Poincy ( - Paris, 17 mai 1718). Dont postérité ;
- Louise d'Angennes, née en 1651, mariée avec Charles Auger, gouverneur de la Guadeloupe, puis de Marie Galante (1644-1705)[1],[2].